# Drakunkulóza
Drakunkulóza je onemocnění způsobené nákazou vlasovcem medinským. K nákaze dochází konzumací vody, v níž jsou perloočky infikované larvami vlasovce. Zpočátku se neprojevují žádné symptomy. Přibližně po roce začne nakažená osoba pociťovat bolestivé pálení, když samička v pokožce začne tvořit zapouzdření, obvykle na dolní končetině. Za několik týdnů poté z pokožky začne vylézat červ. Během této doby může být chůze nebo práce obtížná. Úmrtí způsobené onemocněním je velmi vzácné.
Podle dostupných znalostí je člověk jediným druhem, u kterého dochází k nákaze vlasovcem medinským. Červ má jeden až dva milimetry v průměru a dospělá samička má na délku 60 až 100 centimetrů (samečci jsou mnohem kratší). Vajíčka dokáží mimo tělo člověka přežít až tři týdny. Předtím musí být vajíčka pozřena perloočkami. Larva může v těle perloočky přežívat až čtyři měsíce. Aby se tedy onemocnění v oblasti udrželo, musí každý rok dojít k nákaze člověka. Diagnózu onemocnění lze obvykle stanovit na základě příznaků a symptomů onemocnění.
Součástí prevence je včasná diagnóza onemocnění a následná prevence styku poranění s pitnou vodou. Mezi další snahy o prevenci patří zlepšení přístupu k čisté vodě nebo filtrace vody, pokud není čistá. Filtrace přes tkanou látku je obvykle dostačující. Kontaminovanou pitnou vodu je možné ošetřit chemickým přípravkem temefos, který larvy vlasovce zahubí. Na onemocnění není dostupný žádný lék nebo vakcína. Červa je možné v průběhu času pomalu vytahovat navíjením na klacík. Vředy, které se v průběhu růstu červa tvoří, mohou být infikovány bakteriemi. I několik měsíců po vyjmutí červa může být místo stále bolestivé.
V roce 2013 bylo ohlášeno 148 případů nákazy. Toto číslo je v prudkém kontrastu s 3,5 miliony případů v roce 1986. Onemocnění se dnes vyskytuje již jen ve 4 zemích v Africe, oproti 20 zemím v 80. letech 20. století. Nejvíce postiženou zemí je Jižní Súdán. Bude se pravděpodobně jednat o první parazitární onemocnění, které se podaří vymýtit. Drakunkulóza je známá již od dávných dob. Zmínka o ní je uvedena už v egyptském lékařském spise Ebersův papyrus, který se datuje do doby 1550 před Kristem. Název drakunkulóza je odvozen z latinského „strádání způsobené malými dráčky“, zatímco název „guinejský červ“ se objevil poté, co Evropané onemocnění poprvé objevili na guinejském pobřeží západní Afriky v 17. století. Druh příbuzný vlasovci medinskému způsobuje onemocnění i u jiných druhů zvířat. Zdá se, že tento druh nezpůsobuje nákazu u člověka. Drakunkulóza je klasifikována jako opomíjená tropická nemoc (NTD).